# Dłutów
Dłutów – wieś w Polsce położona w województwie łódzkim, w powiecie pabianickim, w gminie Dłutów.
Prywatna wieś duchowna Dłotów położona była w drugiej połowie XVI wieku w powiecie piotrkowskim województwa sieradzkiego, własność krakowskiej kapituły katedralnej. W latach 1975–1998 miejscowość administracyjnie należała do województwa piotrkowskiego. Miejscowość jest siedzibą gminy Dłutów.

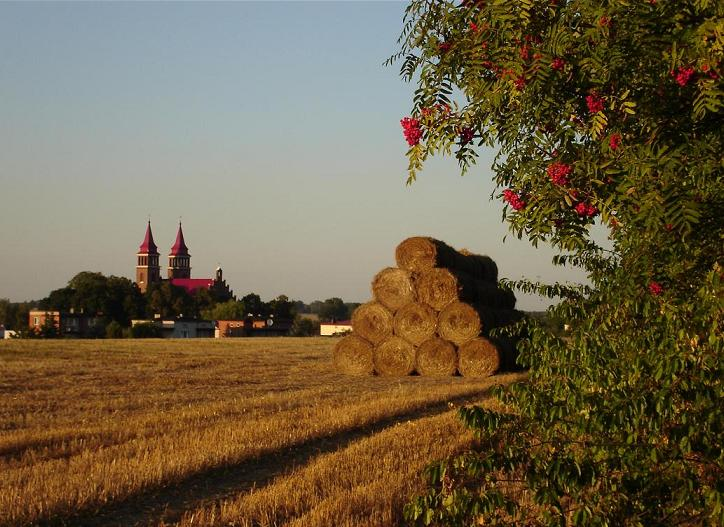
Pola Dłutowskie

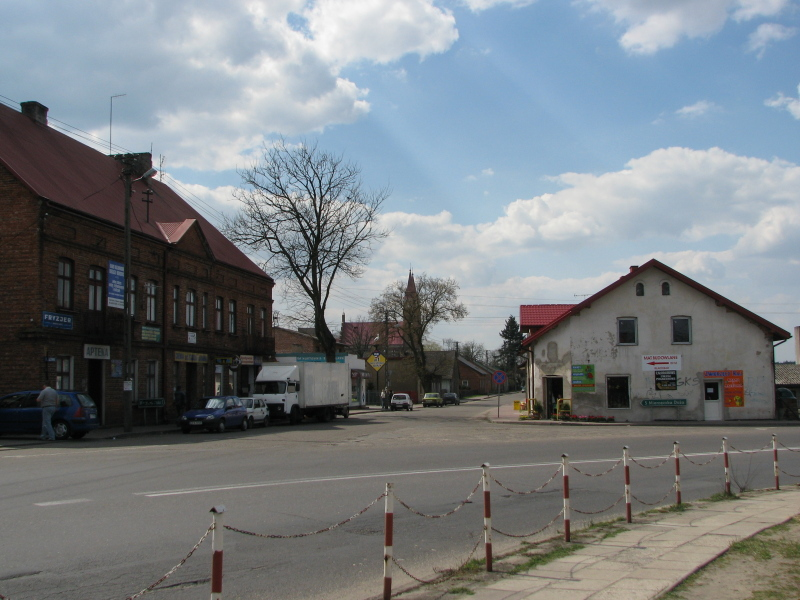
Centrum Dłutowa

Wieś położona jest przy drodze z Pabianic do Bełchatowa, nad rzeką Dłutówką. Ciek ten stanowi dopływ rzeki Grabi (zlewnia Warty).

## Historia wsi
Wieś należała do kapituły krakowskiej, której zarząd nad licznymi wsiami w ziemi sieradzkiej znajdował się w pobliskich Pabianicach. Przed powstaniem parafii w Dłutowie wieś należała do parafii w Tuszynie. Po II rozbiorze Polski dobra kościelne zostały sekularyzowane przez Prusy. Później właścicielem majątku ziemskiego w Dłutowie został hrabia Wacław Gutakowski.
W 1827 r. w Dłutowie były 34 domy i 596 mieszkańców.
W 1868 r. w Dłutowie (oprócz majątku ziemskiego) były 62 gospodarstwa na 230 morgach.
Pod koniec XIX w. w skład majątku ziemskiego Dłutów wchodziły folwarki: Dłutówek, Jadwigów, części Huty Dłutowskiej, osady młynarskie (Depcik, Molenda, Półtalarek i Lipienice albo Chachuła), także części przynależnych wsi: Erywangród, Leszczyny, Orszko, Mierzączka, Zofiówka, Łazisko i Czyżemia. Ogółem powierzchnia gruntów dworskich w tym czasie wynosiła 6343 morgi, w ramach tych gruntów 28 mórg przeznaczonych było na osady karczemne, a 3 morgi wydzielone były na szkołę. W centrum zabudowy dłutowskiego majątku była gorzelnia, 10 budynków murowanych, dalej browar, tartak parowy, cegielnia, smolarnia produkująca (głównie z karp) smołę, terpentynę, dziegieć, pak i wodę do farbowania bawełny.
W Pierwszym Narodowym Spisie Powszechnym z 1921 ujęto osobno folwark Dłutów (11 domów, 221 mieszkańców), wieś Dłutów (78 domów, 633 mieszkańców) oraz wieś Dłutów Poduchowny (45 domów, 305 mieszkańców). Z tego we wsi Dłutów 44 osoby podały wyznanie mojżeszowe, a 32 osoby – narodowość żydowską.
Na początku września 1939 r. w Dłutowie znajdowało się miejsce postoju Grupy Operacyjnej „Piotrków” pod dowództwem gen. bryg. Wiktora Thomméego.

## Kościół
W Dłutowie znajduje się Parafia Najświętszego Serca Pana Jezusa i Trzech Króli. Pierwotny akt erekcyjny na budowę kościoła w Dłutowie wydany został 17 maja 1541 r. przez Piotra Gamrata, który jednocześnie był biskupem krakowskim i abp. gnieźnieńskim. Ówczesny kościół posiadał tytuł Trzech Króli oraz św. Stanisława i św. Wojciecha. Był to kościół wybudowany z drewna modrzewiowego na planie krzyża. Kościół ten ze względu na stan techniczny trzeba było zamknąć w 1810 roku, nabożeństwa odprawiano wówczas w stodole.
Budowę kościoła parafialnego rozpoczęto 11 września 1948 r., a zakończono w 1957 r. Kościół jest trójnawowy. Reprezentuje zmodernizowany styl neoromański. Autorem projektu był arch. Stefan Derkowski z Łodzi. Konsekracji dokonał 30 czerwca 1957 r. biskup Karol Niemira.
Na cmentarzu znajduje się grób polskich lotników poległych we wrześniu 1939 r. w walce nad wsią Mierzączką Dużą.I Grób Nieznanego żołnierza.
Dłutów był siedzibą Dekanatu dłutowskiego, który został zlikwidowany w 2015 r.

## Zabytki
We wsi znajduje się modrzewiowy dwór (w ruinie). Dwór otacza park z pięcioma kilkusetletnimi dębami – pomnikami przyrody, z których najokazalszy ma 7,4 m w obwodzie oraz 29,4 m wysokości. Wieś otoczona jest przez rozległe lasy.
We wschodniej części wsi znajdują się hodowlane stawy rybne i zabytkowa gorzelnia (w złym stanie).

## Współczesność
Najważniejsze inwestycje to oczyszczalnia ścieków i gruntowna rozbudowa szkoły i budowa sali gimnastycznej. Na północ od Dłutowa, w stronę wsi Budy Dłutowskie, znajduje się elektrownia wiatrowa, składająca się z dwóch wiatraków.